# Yusuke Tanaka (football, 03-02-1986)
Pour les articles homonymes, voir Yusuke Tanaka et Tanaka.
Yusuke Tanaka (田中 佑昌, Tanaka Yusuke) est un footballeur japonais né le 3 février 1986. Il évolue au poste d'attaquant.

## Biographie
Yusuke Tanaka commence sa carrière professionnelle à l'Avispa Fukuoka. En début d'année 2012, il est transféré au JEF United Ichihara Chiba.